# Controlecijfer (spoorwegen)
Controlecijfers vormen een methode om lees- en schrijffouten op te sporen en te voorkomen. Controlecijfers bij de spoorwegen dienen om vergissingen bij de omgang met het materieel te voorkomen en vormen een hulpmiddel voor de computers van spoorbedrijven. Elk systeem voor grootschalig gebruik van identificatienummers van rollend materieel voorziet daarom in een controlegetal.
De Europese spoorwegmaatschappijen die verenigd zijn in de UIC gebruiken een variant van het algemene principe van controlecijfers. In Duitsland zijn voor en na de hereniging verschillende uitvoeringen van het principe toegepast, en ook Oostenrijk had een eigen variant.

## Europa
Europees rijdend materieel heeft een elfcijferig nummer, plus een controlecijfer, zie rijtuigcodes van de UIC. Voor het controlecijfer geldt hetzelfde principe als het Oostenrijkse systeem, maar met elf cijfers.
Uitgangspunt bij de berekening van het controlecijfer is de reeks 21212121212. De cijfers van die reeks worden een voor een vermenigvuldigd met de corresponderende cijfers van het identificatienummer. De cijfers van de uitkomsten daarvan worden bij elkaar opgeteld en het resultaat wordt afgetrokken van wat men krijgt bij naar boven afronden op een 10-voud; dit levert het controlecijfer op.
Als nummer van een rijtuig wordt in een document vermeld: 50 84 21 37 501-7. Is dit een geldig nummer?
| code      | 5  | 0 | 8  | 4 | 2 | 1 | 3 | 7 | 5  | 0 | 1 |
| --------- | -- | - | -- | - | - | - | - | - | -- | - | - |
| factor    | 2  | 1 | 2  | 1 | 2 | 1 | 2 | 1 | 2  | 1 | 2 |
| resultaat | 10 | 0 | 16 | 4 | 4 | 1 | 6 | 7 | 10 | 0 | 2 |
| cijfersom | 1  | 0 | 7  | 4 | 4 | 1 | 6 | 7 | 1  | 0 | 2 |

Het totaal van de onderste rij is 33, naar boven afronden op een 10-voud geeft 40. Trek 33 van 40 af en 7 blijkt het controlegetal te zijn.
Het nummer controleren (voor zover mogelijk met dit systeem) is nog iets eenvoudiger, omdat het 12e cijfer gewoon meedoet, met factor 1. Je hoeft dan niet af te ronden of af te trekken: de som van de cijfers van de uitkomsten van de vermenigvuldigingen moet een 10-voud zijn (in dit geval 40).

## Duitsland
Bij een zescijferig nummer met een zevende controlecijfer wordt dat laatste als volgt bepaald. Uitgangspunt bij de berekening van het controlecijfer is het getal 121212. De cijfers van dit getal worden een voor een vermenigvuldigd met de corresponderende cijfers van het locomotiefnummer. De cijfers van de uitkomst daarvan worden bij elkaar opgeteld. Het eindcijfer daarvan wordt afgetrokken van tien; dit levert het controlecijfer op.
Voorbeeld: locomotief
| Locnummer:                          | 2 2 0 0 5 8         |
| Vermenigvuldig de cijfers met:      | 1 2 1 2 1 2         |
| Resultaat:                          | 2 4 0 0 5 16        |
| Tel deze cijfers bij elkaar op:     | 2+4+0+0+5+1+6 = 18, |
| Trek het eindcijfer af van tiental: | 20-18 = 2           |
| Het volledige locnummer wordt:      | 2 2 0 0 5 8 - 2     |

Voorbeeld: rijtuig
| Rijtuignummer:                      | 3 1 8 1 6 6 5 0 2 8 6 -                                 |
| Vermenigvuldig de cijfers met:      | 2 1 2 1 2 1 2 1 2 1 2                                   |
| Resultaat:                          | 6 1 16 1 12 6 10 0 4 8 12                               |
| Tel deze cijfers bij elkaar op:     | 6 + 1 + 1+6 + 1 + 1+2 + 6 + 1+0 + 0 + 4 + 8 + 1+2 = 40, |
| Trek het eindcijfer af van tiental: | 40-40 = 0                                               |
| Het volledige rijtuignummer wordt:  | 31 81 665 0 286-0                                       |

## Oostenrijk
Het materieel van de Oostenrijkse ÖBB werd voorzien van een zevencijferig nummer met achter de streep een achtste controlecijfer. De bepaling van het controlecijfer gaat volgens hetzelfde principe als bij de Duitse nummers, maar dan met het getal 2121212 als uitgangspunt.